# Некромант (фільм, 2005)
«Некромант» — фільм тайського режисера Пійапана Чупетча, знятий в 2005 році.

## Сюжет
З в'язниці в Бангкокі втікає володіючий неабиякими магічними здібностями Ітті. Поліція припускає, що він відправиться на батьківщину. Там до пошуків втікача підключають молодого, але перспективного лейтенанта Санті. Йому пояснюють, що Ітті колись був поліцейським, що спеціалізуються на боротьбі з некромантами, однак для цього він сам почав практикувати чорну магію. Одного разу у нього виник конфлікт з колегами, що призвело колишнього поліцейського у в'язницю.
З часом виявляється, що реальна картина зовсім не така, як її описували Санті начальники. Виявляється, що Ітті змусили піти по цьому шляху, і тепер він найбільше бажає помститися колишнім колегам. З іншого боку некромант розуміє, що у Санті є магічний дар, але намагається застерегти від лейтенанта прямування по шляху темних мистецтв.
Однак юнак стає одержимий ідеєю здолати Ітті. Він розвиває свої здібності, і в лагуче на одному з боліт між ними відбувається кривава сутичка, де магія і бойові мистецтва зливаються воєдино. Некромант напускає на Санті демонічних істот, проте лейтенант справляється з ними. Потім хлопець б'є до смерті колишнього поліцейського і отримує його силу. Однак тепер бути некромантією — це тягар Санті.

## У ролях
- Акара Амкарттаякул — Санті
- Том Данді — Терасак
- Чатчаі Пленгпанич — Ітті

## Нагороди
- 2005 Asia-Pacific Film Festival — приз за спецефекти
- 2005 Thailand National Film Association Awards
  - приз в категорії «найкращий актор»
  - номінація на приз «найкращий фільм»